# Phare de Punta Orchilla
Le phare de Punta Orchilla est un phare situé sur Punta de la Orchilla dans la commune d'El Pinar de El Hierro à l'ouest de l'île d'El Hierro, dans les Îles Canaries (Espagne). Il marque le point le plus à l'ouest de l'archipel et passant au Méridien de Ferro, premier méridien servant de référence de longitude.
Il est géré par l'autorité portuaire de la province de Santa Cruz de Tenerife (Autoridad Portuaria de Santa Cruz de Tenerife).

## Histoire
La Punta de la Orchilla, sur le côté sud-ouest d'El Hierro, est un emplacement important en ce qui concerne les îles Canaries, car c'est l'un des points les plus à l'ouest de l'archipel. Un méridien mémorial, proche du phare rappelle que, historiquement, il était considéré comme un premier méridien privilégié pour les premières cartographies, à l'extrémité occidentale du monde connu.
Son nom vient du lichen d'Orchil qui pousse sur les pentes de lave rocheuse de la région, à l'intérieur du pays, un pic de 238 mètres appelé Orchilla. L'isolement de cette zone en fait le phare le plus éloigné d'Espagne car l'accès au site nécessite un voyage de 25 km de Sabinosa via une route peu carrossable. Bien que le site soit accessible, la tour et les bâtiments sont fermés.
Le phare est entré en service en 1933 et a été construit dans un style similaire à d'autres phares anciens des îles Canaries, et se compose d'une maison d'un seul étage blanchie à la chaux, avec de la roche volcanique sombre utilisée pour les décors dans la maçonnerie. Une tour octogonale en pierre, avec galerie et lanterne est attenante au côté de la maison qui est face à l'océan Atlantique. La lanterne contient une lentille de Fresnel de premier ordre et celle-ci, à une hauteur focale de 132 m au-dessus du niveau de la mer, émet un flash blanc pouvant être vu jusqu'à 24 milles marins (44 km).
En 2008, le phare de Punta Orchilla, ainsi que cinq autres phares, a été représenté dans un ensemble de six timbres commémoratifs émis par le service postal espagnol Correos.
Identifiant : ARLHS : CAI-066 ; ES-13060 - Amirauté : D2836 - NGA : 23808 .

### Lien connexe
- Liste des phares des îles Canaries